# Buitinga lakilingo
Buitinga lakilingo is een spinnensoort uit de familie trilspinnen (Pholcidae). De soort komt voor in Tanzania. 